# 琴平町立琴平中学校
琴平町立琴平中学校（ことひらちょうりつ ことひらちゅうがっこう）は、香川県仲多度郡琴平町にある公立中学校。

## 沿革
- 1947年（昭和22年）4月 - 琴平町立琴平中学校が琴平町145番地に開校。
- 1955年（昭和30年）4月 - この年より、五條地区の生徒が本校に入学。
- 1957年（昭和32年）4月 - この年より、榎井地区の生徒が本校に入学。
- 1958年（昭和33年）4月 - この年より、象郷地区の生徒が本校に入学。
- 1997年（平成9年）9月 - 創立50周年記念式典を挙行。校訓制定。

## 通学区域
琴平町全域。以下の3小学校区。
- 琴平町立琴平小学校
- 琴平町立榎井小学校
- 琴平町立象郷小学校

## 周辺
- 琴平町役場
- 琴平町立榎井小学校
- 香川県立琴平高等学校
- 榎井郵便局
- 琴平警察署
- 国道319号
- 香川県道206号原田琴平線

## アクセス
- 高松琴平電気鉄道（ことでん）琴平線 榎井駅から南へ500m
- 琴参バス 琴中前停留所下車

## 通学区域が隣接している学校
- まんのう町立満濃中学校
- 善通寺市立東中学校
- 三豊市立高瀬中学校